# Stucky (ファンダム)
ファンダムにおいて、Stucky（またはSteve/BuckyもしくはBucky/Steve）はスティーブ・ロジャーズ（キャプテン・アメリカ）とジェームズ・ブキャナン・“バッキー”・バーンズ（ウィンター・ソルジャー）のペアリング（カップリング）であり、ロジャーズとバーンズはマーベル・コミックが制作した漫画や関連するメディアに登場する架空のキャラクターである。ペアリングはshippingを明示したものであり、shippingはファンダムにおける現象である。ファンダムでは、原作における関係が通常恋愛的でもなく性的でもない二人のキャラクターについて、恋愛的もしくは性的な関係を描写するファン作品を個人が創作する。Stuckyはスラッシュの一例で、スラッシュは同性のキャラクターたちに焦点を当てたファン作品のジャンルである。shippingの命名の慣習に従って、Stuckyは「Steve（スティーブ）」と「Bucky（バッキー）」という単語の一部を組み合わせて作られている。
ロジャーズとバーンズは1940年代から漫画に登場しているが、マーベル・シネマティック・ユニバース（MCU）に登場した結果、2010年代にStuckyのファン作品は大いに人気になった。ウィンター・ソルジャーの共同制作者エド・ブルベイカーやバーンズの俳優のセバスチャン・スタン、MCUの監督のジョー・ルッソを含む、マーベルの何人かの関係者が、Stuckyファンダムの広まりに支持を表明する一方、ロジャーズとバーンズが原作において異性愛者であることを明言する文脈でしばしばStuckyについて肯定的なコメントをした。批評家と解説者はファンダムにおけるStuckyの人気を、スーパーヒーロー映画にLGBTのキャラクターが不足していることやソーシャルメディア上のファンダムの性質を含む様々な話題について所見を述べるために使った。

## 背景

### マーベル・コミック
スティーブ・ロジャーズとバッキー・バーンズは『Captain America Comics』#1（1941年3月）に初めて登場し、ロジャーズはキャプテン・アメリカとして、バーンズは10代のサイドキックとして定着した。バーンズは1948年に死亡し、2005年の『Captain America』(vol. 5)では洗脳された暗殺者であるウィンター・ソルジャーとして以前の一時的な死から復帰した。バーンズが漫画に長期不在であったことやロジャーズがバーンズよりずっと年上の父親のような人物として初期に描かれたため、ファンダムにおける現象としてのStuckyの出現は比較的最近の動きである。ソーシャルメディア以前の2000年代前半のshippingファンダムでは、ロジャーズは通常「Stony」もしくは「Superhusbands」と短縮されたペアリングにおいて、トニー・スターク（アイアンマン）と一緒に最も頻繁に描写された。
漫画のヒーローとサイドキックの関係にはホモエロティックなサブテキストがあると解釈されてきたが、マーベルの原作において、ロジャーズとバーンズの関係は完全にプラトニックで性的にも恋愛的にも描写されない。ロジャーズとバーンズは原作において深く重要な個人の結束があると描写され、何人かの批評家は戦時中の同胞としての関係をアキレウスとパトロクロスにたとえた。

### マーベル・シネマティック・ユニバース
マーベル・シネマティック・ユニバース（MCU）にロジャーズとバーンズが登場した結果、ファンダムにおけるshipとしてのStuckyの人気は大いに高まった。ロジャーズとバーンズはMCUで『キャプテン・アメリカ/ザ・ファースト・アベンジャー』（2011年）と『キャプテン・アメリカ/ウィンター・ソルジャー』（2014年）、『シビル・ウォー/キャプテン・アメリカ』（2016年）、『アベンジャーズ/インフィニティ・ウォー』（2018年）、『アベンジャーズ/エンドゲーム』（2019年）の5つの映画に一緒に登場している。映画は彼らの関係の性質を再度概念化し、同い年の終生の親友として提示し、彼らの結束を重要なプロットの要素や相互的なキャラクターの動機として確立した。結果として、shippingすなわち「ship」ファンダムはロジャーズとバーンズの関係におけるホモエロティックなサブテキストと考えられるものに対する反応として広がった。ファンダムにおいて個人は恋愛的もしくは性的な関係にあるキャラクターを描写するファン作品を創作する。Stuckyはスラッシュの一例であり、スラッシュは同性のキャラクターたちを取り上げるファン作品のジャンルである。
『デイリー・ドット』のガヴィア・ベイカー＝ホワイトローは、映画『キャプテン・アメリカ』三部作の各所で、ロジャーズが絶えず「バッキーの福利のために権力に対して反抗し、第二次世界大戦で命令に従わないことからシビル・ウォーで国際的な逃亡者になることまでエスカレートしている」と指摘している。二人の関係は『ウィンター・ソルジャー』のプロットを推進するものとして役立っている。『ウィンター・ソルジャー』で、ロジャーズに関する記憶によりバーンズは洗脳された暗殺者としての条件づけを克服する。バーンズは「最後まで一緒だ」というロジャーズの表明を通じて本来の自己を思い出す。このセリフは親密な関係の表現として、シリーズの始めから終わりまでロジャーズとバーンズによって繰り返される言い回しである。『シビル・ウォー』は彼らの関係を中心的なプロットの要素として再び描写し、シャロン・カーターをロジャーズの恋愛の相手として進展させる間、バーンズがテロ行為で誤って告発された後、ロジャーズはバーンズを保護する。カーターは漫画でロジャーズの原作の恋愛の相手として確立された歴史があるが、ジョアンナ・ロビンソンは『ヴァニティ・フェア』で、カーターの描写は「その他の点では素晴らしい映画の欠点」であると書き、ロジャーズとカーターの映画でのキスは主にロジャーズとバーンズの関係のホモエロティックな解釈を取り巻く「憶測の寿命を縮める」ために存在していると論じている 。ロジャーズとバーンズは次の2つの映画、『インフィニティ・ウォー』と『エンドゲーム』に登場するが、彼らの関係に費やす時間は減っている。ロビンソンと他の批評家は、サム・ウィルソン（ファルコン）がキャプテン・アメリカの称号を引き受けるので彼の人気を確立するため、また、ロジャーズとペギー・カーターとの原作のラブストーリーを強調するために、ロジャーズとバーンズのやりとりは最小限にされたという仮説を立てた。

## 分析と影響
ファンダムにおける現象としてのStuckyはファン作品を創作するオンラインコミュニティから現れた。主流の漫画ファンダムが大多数の男性で構成されているのに比べて、これらのオンラインコミュニティは通常、主に女性で構成されている。Stuckyを取り上げるファン作品は、ファンアートやファンフィクション、Viddingを含む広範囲のメディアで創作されてきたが、通常、感情の修辞表現や恋愛の主題といった題材を大きく扱い、マーベルの漫画や映画がアクションと対立中心の物語になっている原作の題材とは対照的である。 従ってStuckyのファン作品は「映画にされなかったがファンが見たい物語の瞬間すべてを実現する」。その実現のために1940年代のニューヨークにおけるロジャーズとバーンズの家庭生活の描写を用いる。その描写は原作の題材で大部分は明らかにならないが、Stuckyのファン作品ではありふれた修辞技法である。これらの作品はたいてい実社会のニューヨーク市における戦前のゲイカルチャーの歴史に忠実であり、『Gay New York』は、LGBT歴史家のジョージ・チョーンシーによる社会学のテキストであるが、原作でロジャーズが住んでいたブルックリン地区に存在した実社会の時代固有のゲイバーを含めて、歴史の側面を正確に描写するため何人かのファン作家に使われている。
Stuckyファンダムは「キャラクターの客体化と同一視の複雑な組み合わせ」の結果であり、ロジャーズとバーンズの性的もしくは恋愛的なシナリオを見たいという願望は、ある程度ファン自身が有するキャラクターへの性的なもしくは恋愛的な関心に基づくとフランチェスカ・コッパは論じた。コッパは続けて、Stuckyは単に二人の身体的に魅力的な男性のキャラクターを客体化するだけでなく、「ファンが彼の政治観や過去と現在の親密な関係、宗教、セクシュアリティを具体化する物語を書くことで」キャラクターとしてスティーブ・ロジャーズを主体化することも意味すると論じている。『Captain America, Masculinity, and Violence: The Evolution of a National Icon』の中で、著者のJ・リチャード・スティーブンスは同様に、キャプテン・アメリカのファンは「自分自身の人生における文化的な意味合いを再現し、設定し直すために」キャラクターを使っていると論じ、「キャラクターの歴史のあらゆる場所で、超国家主義の好戦的愛国主義から人種差別とテロリズムの布教事業における国家主義の役割の批評までのメッセージを含むが、（キャプテン・アメリカの）物語は非常に明晰な反応を引き起こす」と述べている。Stuckyの特有の事例で、原作におけるロジャーズとバーンズの関係について、マーベルがクイア・リーディングを認める見込みのないことは「たくさんのファンのエネルギーがクイアなスーパーヒーローの関係がどのように見えるか視覚化するために使われることを意味する」とコッパは述べている。sippingの現象としてのStuckyはゲイもしくはバイセクシャルといったキャラクターの仮想の性的アイデンティティにかなりの集中力をささげるという点において顕著であり、「人気のあるキャラクターをゲイという固定観念やアイデンティティさえも遠くに置き」、その代わりキャラクターを「ジェンダーの境界を除去した大きく卓越した愛情を共有する」として描写する方を選ぶ1970年代と1980年代のスラッシュファン作品とは対照的である。
ファンダムでのStuckyの人気は主流のポップカルチャーとエンターテインメントの発信源で広くコメントされた。Tumblrの（リブログの数によって評価される）その年で最も人気のあるshipという年1回のランキングで、Stuckyは2014年に17位、2015年に9位、2016年に8位、2018年に10位、2019年に16位だった。2020年4月現在、45,000を超えるStuckyのファン作品がArchive of Our Ownで公開されている。

### #GiveCaptainAmericaABoyfriend
2016年5月、Twitterユーザーのジェス・サレアノは「#givecaptainamericaaboyfriend（キャプテン・アメリカにボーイフレンドを）」とツイートした。これは、2013年の映画『アナと雪の女王』のエルサに焦点を当てたハッシュタグ#GiveElsaAGirlfriend（エルサにガールフレンドを）を中心とした類似するネット上の社会運動に応じたものである。ハッシュタグはTwitterで拡散されてトレンドになり、主だった報道機関に広く報道された。表面上、ハッシュタグは原作が作るStuckyを見たいファンを中心に組織されていたが、#givecaptainamericaaboyfriendと#GiveElsaAGirlfriendは2つともマーベルの親会社のディズニーが所有するメディア資産にLGBTのキャラクターが不足していることが明らかに関係していた。LGBTの権利のための組織であるGLAADは、ハッシュタグが「観客がスーパーヒーロー映画に重要なLGBTのキャラクターを強く望んでいる兆候」であるとコメントした。
『ハリウッド・リポーター』は、ソーシャルメディアがファンの議論の視認度と制作者がその議論に応じたいという気持ちの両方を強めたように、#GiveCaptainAmericaABoyfriendをソーシャルメディアが制作者と観客の力関係を変えた例として挙げた。さらに相関的なStuckyの人気に関して、#GiveCaptainAmericaABoyfriendは「観客の反応がある作品に消費者層の変化がまだ反映されていないことを強調する」とコメントした。

## マーベルの反応
その上、キャップとバッキーの物語について素晴らしいところはラブストーリーだということだ。二人は一緒に成長して、その結果、互いに兄弟のように感情的に結びついた。大人になるまでバッキーはスティーブのすべてだったから、なおさらそうだ。—ジョー・ルッソ、マーベル・シネマティック・ユニバース監督
何人かのマーベルの関係者はしばしばStuckyファンダムの広がりに支持を表明する一方、原作でロジャーズとバーンズが異性愛者であることを明言する文脈でStuckyについてコメントした。
ロジャーズの俳優のクリス・エヴァンズはロジャーズのバーンズとの関係を恋愛として解釈することに肯定的にコメントしたが、「その解釈は自分がキャラクターへアプローチするときにはまったく含まれない」と述べた。別の『GQ』のインタビューでStuckyについて聞かれたとき、バーンズの俳優のセバスチャン・スタンは同様に「素晴らしいと思う。映画は多くの人が自分の望む方法で共感するものだ」と答え、「自分はそういうふうにキャラクターのことを考えないけど。でも正しい答えも間違った答えもない」と付け加えた。さらにエヴァンズは、バーンズについて「スティーブ・ロジャーズにとってより大切な関係のひとつだ。（…）故郷と呼べるものとしてロジャーズが認識できる数少ない関係のひとつ」だと述べ、Stuckyに関する報道の文脈でメディアに引用された。2016年のウィザード・ワールド・フィラデルフィアにおけるエヴァンズとスタンのファン向けの撮影会で、ロジャーズとバーンズの衣装を着たコスプレイヤーがキスをしているポーズをとった写真が瞬く間に拡散された。
ジョー・ルッソは、ロジャーズとバーンズが一緒に登場する5つのMCU映画のうち4つの共同監督だが、彼らの関係をラブストーリーだと表現する一方、兄弟間にある感情面の結びつきのようなものとも指摘し、のちに「人はその関係をありとあらゆる方法で解釈してきた。その関係が彼らにとってどういう意味があるのかを皆が議論するのを見るのは素晴らしい。私たちは映画制作者として決してその関係を明白に定義しないが、人はそれを解釈したいと思い、解釈することができる」と述べた。シナリオライターのクリストファー・マーカスとスティーブン・マクフィーリーは、『キャプテン・アメリカ』三部作と『インフィニティ・ウォー』、『エンドゲーム』の共同執筆者で、ロジャーズとバーンズの関係をプラトニックだと述べたが、コミック・ブックシリーズ『キャプテン・アメリカ：ホワイト』の大型ペーパーバック版の序文でその関係をラブストーリーにたとえて、ロジャーズとバーンズをソウルメイトと表現した。
他にStuckyについて肯定的に述べた人物には作家のエド・ブルベイカーとマーク・ウェイドがおり、エド・ブルベイカーは作画家スティーブ・エプティングとウィンター・ソルジャーを共同制作し、マーク・ウェイドはコミック・ブックシリーズ『ブラック・ウィドウ』が2016年に刊行されることに関してマーベルとインタビューしている際に、ブラック・ウィドウとバーンズは二人ともスティーブ・ロジャーズに「片思いをしていた」と述べた。2019年のコミック『Gwenpool Strikes Back』#3でグウェンプール（自分が漫画の中にいると気付いているキャラクター）がロジャーズとバーンズに「お似合いだ」と言う場面について、マーベルがStuckyファンダムをユーモアのある方法で承認したと解説された。